# ჭ
Das Čar (ჭ) ist der 30. Buchstabe des georgischen Alphabets. Der Buchstabe stellt den Laut [tʃʼ] dar und wird im Deutschen mit dem Tetragraphen tsch transkribiert.
Heute wird im Mchedruli-Alphabet nur noch das ჭ verwendet. Im historischen Chutsuri-Alphabet gab es noch den Großbuchstaben Ⴝ; das kleingeschriebene Pendant dazu war das ⴝ.
Es war dem Zahlenwert 5000 zugeordnet.

## Zeichenkodierung
Das Čar ist in Unicode an den Codepunkten U+10ED (Mchedruli) bzw. U+10BD (Chutsuri-Großbuchstabe) und U+2D1D (Chutsuri-Kleinbuchstabe) zu finden.